# Paul Sneijder
Paul Sneijder (Den Haag, 1955) is een Nederlands journalist en communicatieadviseur. 
Sneijder was van 1973 tot 1983 redacteur en verslaggever bij de Haagsche Courant. Een van zijn grootste klussen daar was het verslaan van de gijzeling van de Franse ambassade in 1974. In 1983 stapte hij over naar de NOS, als politiek verslaggever op de Haagse redactie van het NOS Journaal. In 1989 werd hij correspondent voor de NOS in de Verenigde Staten, waar hij onder meer de verkiezing van Bill Clinton tot president versloeg.
In 1997 wisselde hij van standplaats: Sneijder werd EU-correspondent te Brussel. Dit zou hij veertien jaar blijven. Onder meer maakte hij er de introductie van de euro mee. In 2011 vertrok hij bij de NOS; hij had toen 28 jaar voor die omroep gewerkt. Hij begon in zijn woonplaats Tervuren (nabij Brussel) zijn eigen communicatieadviesbureau, Paul Sneijder Communications, waarin hij zich bleef toeleggen op de Europese politiek. 
Bij de Europese Parlementsverkiezingen van 2014 stond Paul Sneijder als nummer 5 op de kandidatenlijst voor de Partij van de Arbeid. Hij werd niet verkozen. In januari 2015 werd hij interim-persvoorlichter van de PvdA-delegatie in het Europees Parlement.